# Laurent Ngon
 (février 2012).
Si vous disposez d'ouvrages ou d'articles de référence ou si vous connaissez des sites web de qualité traitant du thème abordé ici, merci de compléter l'article en donnant les références utiles à sa vérifiabilité et en les liant à la section « Notes et références ».
Laurent Ngon est un martyr chrétien vietnamien du XIXe siècle.

## Vie
Paysan et père de famille Laurent Ngon fut martyrisé en 1862 à An-Xa au Tonkin (Vietnam) alors qu'il refusait d'apostasier sa foi catholique. Considéré comme Saint par l'Église catholique romaine, il est localement célébré le 22 mai.